# Euphyia sciera
Euphyia sciera là một loài bướm đêm trong họ Geometridae.